# Ladislav Kuna
Pour les articles homonymes, voir Kuna.
Ladislav Kuna est un joueur et entraîneur de football slovaque, né le 3 avril 1947 à Hlohovec (Tchécoslovaquie) et mort le 1er février 2012 à Bratislava (Slovaquie).

## Biographie
Ladislav Kuna passe la majeure partie de sa carrière de footballeur au Spartak Trnava avec lequel il est quintuple champion de Tchécoslovaquie de 1968 à 1973 et atteint la demi-finale de la Coupe des clubs champions européens 1968-1969. Le milieu de terrain est nommé meilleur joueur tchécoslovaque en 1969.
Il est sélectionné à 47 reprises en équipe de Tchécoslovaquie de 1966 à 1974, marquant neuf buts. Il participe notamment à la Coupe du monde de football 1970.
Il quitte en 1980 le Spartak Trnava pour rejoindre le club autrichien de l'Admira Vienne où il reste trois saisons.
Il devient ensuite entraîneur de football, dirigeant les équipes du Spartak Trnava (1988-1990), du VfB Mödling (1991-1992), du 1. Wiener Neustädter SC (1992-1993), du FK DAC 1904 Dunajská Streda (1999-2001) et du ŽP Šport Podbrezová. Il travaille ensuite à la Fédération slovaque de football.
Il meurt à Bratislava le 1er février 2012 des suites d'une longue maladie.